# Médanos de Samalayuca

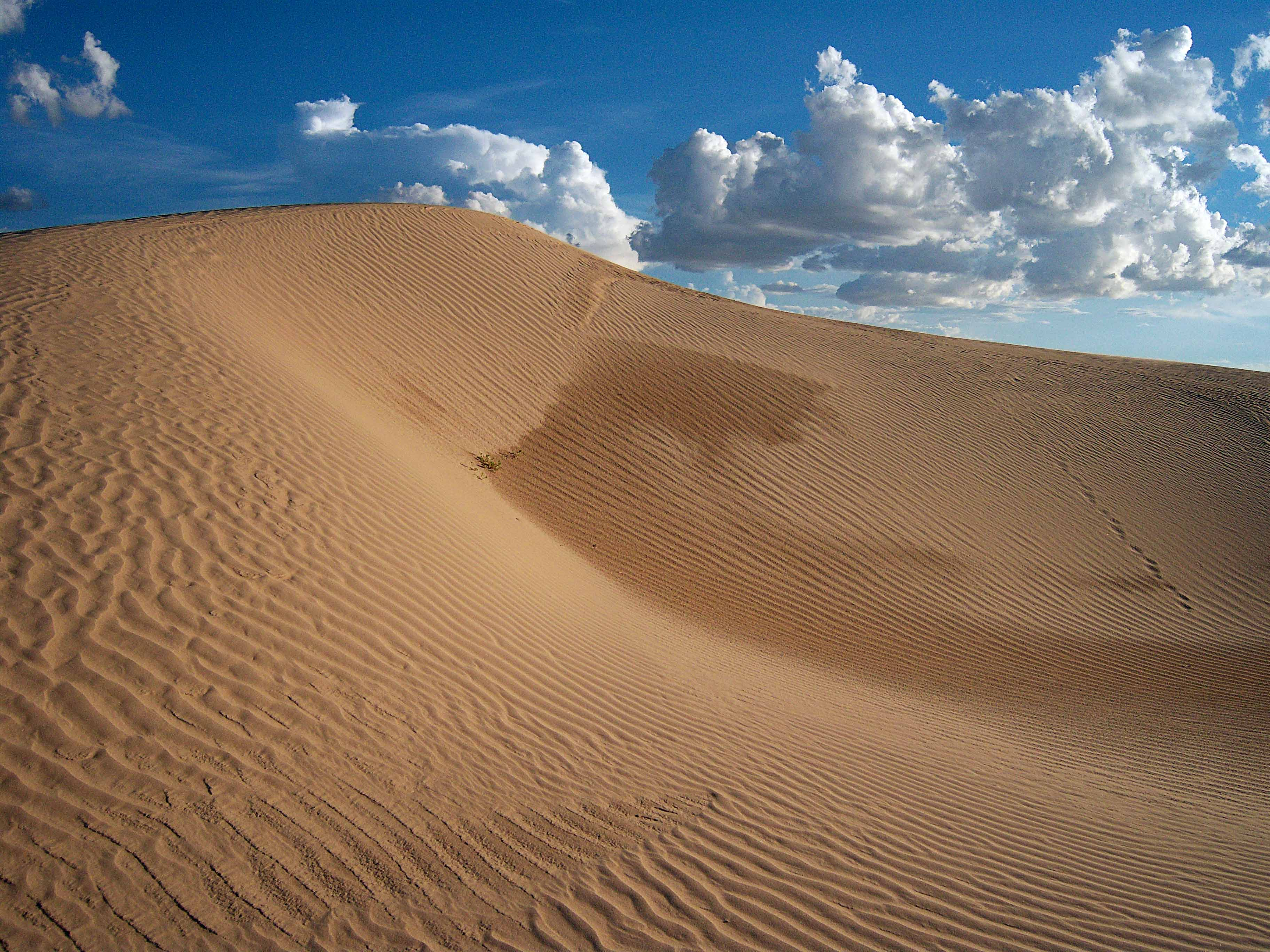
Médanos de Samalyuca.

Los médanos de Samalayuca son una extensión desértica que forman parte del municipio de Juárez, en el pueblo de Samalayuca, localizada al norte del estado mexicano de Chihuahua. Reciben su nombre debido a que la principal población de la región es el poblado de Samalayuca.
Los médanos están constituidos por dunas de arena sílica, blanca y fina que se mueve con el viento, y son el centro de una región desértica mucho más amplia, que constituye el desierto de Chihuahua. Sin embargo, a diferencia de las zonas circundantes que tienen gran población vegetal de matorral espinoso que impide la movilidad de la arena, la zona de los médanos se encuentra mayormente libre de ellos, lo cual llega en ocasiones a causar tormentas de arena que impiden la visibilidad.
Los médanos se extienden principalmente en el municipio de Juárez y en los vecinos de Ascensión y Guadalupe, son atravesados de norte a sur por la Carretera Federal 45 y el ferrocarril México-Ciudad Juárez, en últimas fechas constituyen un atractivo turístico, sobre todo de turismo de aventura. Tienen una extensión de 63 182 hectáreas y la temperatura puede variar de 45 °C a -16 °C.[cita requerida]
El 5 de junio de 2009, un decreto del presidente Felipe Calderón Hinojosa estableció el Área de protección de flora y fauna Médanos de Samalayuca.

## Biodiversidad
De acuerdo al Sistema Nacional de Información sobre Biodiversidad de la Comisión Nacional para el Conocimiento y Uso de la Biodiversidad (CONABIO) en el Área de Protección de Flora y Fauna Médanos de Samalayuca habitan más de 580 especies de plantas y animales de las cuales 24 se encuentra dentro de alguna categoría de riesgo de la Norma Oficial Mexicana NOM-059  y 18 son exóticas,

## En el cine
Algunas escenas de producciones cinematográficas han tenido lugar en esta zona:
- Simón del Desierto, película de 1965;
- Conan el Destructor, película de 1984;
- Duna, película de 1984;
- El topo, película de 1970.